# Casalvolone
Casalvolone est une commune italienne de la province de Novare dans la région du Piémont en Italie.

## Histoire
Le nom de la commune dérive du latin Casale Vallonis.
L'histoire de Casalvolone au Moyen Âge est étroitement liée à celle de son abbaye, qui est mentionnée pour la première fois en 975, quand elle est confiée aux bénédictins.
Les cisterciens, de l'abbaye de Morimondo, arrivent à Casalvolone en 1169, lorsque les bénédictins décident de quitter le monastère.
Un document de 1225 retrace les travaux de l'abbaye par trois frères, Ardizzone, Enrico et Tommaso de Casalvolone.
On ne sait pas exactement quand l'abbaye a été abandonnée; certainement à la suite de sa transformation en commanderie au XVe siècle qui a conduit à son déclin. En 1497, elle ne figure pas parmi les abbayes cisterciennes de la Congrégation italienne de Saint-Bernard.
Ses biens furent confisqués pendant la période napoléonienne, et en 1819 le monastère est devenu une propriété privée. L'église abbatiale a été réduite à un petit oratoire et démolie au début du XXe siècle. Du complexe monastique reste l'église San Pietro al Cimitero, qui servait d'église paroissiale pour le peuple. 

### Personnalités
- Carlo Anadone (1851-1941), photographe né à Casalvolone.

## Administration
| Période                                  | Période | Identité        | Étiquette | Qualité |
| ---------------------------------------- | ------- | --------------- | --------- | ------- |
| 7 mai 2012                               |         | Simona Rastelli |           |         |
| Les données manquantes sont à compléter. |         |                 |           |         |

## Géographie

### Communes limitrophes
Borgo Vercelli, Casalbeltrame, Casalino, San Nazzaro Sesia, Villata